# Israel Martín Concepción
Israel Martín Concepción (Santa Cruz de Tenerife, España, 16 de octubre de 1974) es un entrenador español de baloncesto. Actualmente dirige al UMF Sindri de la primera división islandesa.

## Trayectoria
En 2013, Martín había acabado su relación contractual con el CB Canarias y encontró acomodo en el Trepca Mitrovica. El Mitrovica quería crecer, quería entrar en play-off, y por eso consideró que un entrenador español era una buena apuesta.
Después de que el CB Canarias decidiera no contar con sus servicios como entrenador ayudante, Israel hizo las maletas para emprender un viaje cuya primera parada fue Kosovo, luego Islandia donde realizó un buen papel con el Tindastóll Sauðárkrókur de la primera división islandesa, donde consiguió el galardón de entrenador de la temporada, clasificando a su equipo segundo de la Liga nacional y dejando campeón al Sub-20. 
En 2015, llega a Dinamarca, donde se proclamó campeón de la Copa de Dinamarca al frente de sus Bakken Bears, uno de los mejores conjuntos de aquel país, que precisamente se fijaron en él, en verano para acabar con la sequía de títulos que atravesaba la entidad.
El 31 de agosto de 2016 regresa al Tindastóll para hacerse cargo del equipo. La temporada 2017-18 consiguió el título de la Copa de Islandia.
En verano de 2019 ficha por el Haukar Hafnarfjörður.
El 3 de mayo de 2018 fue designado seleccionador sub-20 de Islandia.
El 13 de junio de 2021, firma por el UMF Sindri de la primera división islandesa.

## Clubes
- Ciudad de la Laguna (Entrenador ayudante) (2007-2010)
- Iberostar Canarias (Entrenador ayudante) (2012-2013)
- Trepça (2013-2014)
- Tindastóll Sauðárkrókur (2014-2015)
- Bakken Bears (2015-2016)
- Tindastóll Sauðárkrókur (2016-2019)
- Haukar Hafnarfjörður (2019-2021)
- UMF Sindri (2021-actualidad)